# Stijn Fincioen
Stijn Fincioen (Brugge, 29 december 1980) is een Belgische atleet, die zich specialiseert in de marathon. Hij veroverde op zijn specialiteit in 2013 de Belgische titel.

## Loopbaan
Fincioen loopt voor AV Molenland en wordt sinds juli 2013 getraind door Kristof Haverbeke. Zijn besttijden zijn op de halve marathon 1:05.38, gelopen op de halve marathon van Egmond in 2012 en op de marathon 2:17.56, gelopen op de marathon van Eindhoven in 2011.
Hij werd op 29 september 2013 in Oostende Belgisch kampioen op de marathon in een tijd van 2:23.56.

## Belgische kampioenschappen
| Onderdeel | Jaar |
| --------- | ---- |
| marathon  | 2013 |

## Persoonlijke records
Baan
| Onderdeel | Prestatie | Datum            | Plaats      |
| --------- | --------- | ---------------- | ----------- |
| 1500 m    | 3.59,80   | 30 juli 2005     | Oordegem    |
| 3000 m    | 8.28,10   | 19 augustus 2006 | Tessenderlo |
| 5000 m    | 14.27,27  | 26 juli 2015     | Brussel     |

Weg
| Onderdeel      | Prestatie | Datum             | Plaats          |
| -------------- | --------- | ----------------- | --------------- |
| 10 km          | 30.18     | 14 februari 2010  | Schoorl         |
| 15 km          | 45.32     | 18 december 2011  | Deerlijk        |
| 10 Eng. mijl   | 49.04     | 24 september 2012 | Dam tot Damloop |
| 20 km          | 1:02.42   | 26 februari 2012  | Kortemark       |
| halve marathon | 1:05.38   | 8 januari 2012    | Egmond aan Zee  |
| 30 km          | 1:36.24   | 26 september 2010 | Almere          |
| marathon       | 2:17.56   | 9 oktober 2011    | Eindhoven       |

## Belangrijkste prestaties
Baan
- 2003:  Oost-Vlaams kampioenschap 5000 m
- 2006:  Vlaams kampioenschap 5000 m
- 2007: 7e BK AC 10.000 m
- 2014:  West-Vlaams kampioenschap 5000 m

Cross
- Jongerencross Waregem ('02, '04, '05)
- Cross Vilvoorde (SPVI) ('08)
- Cross Vilvoorde (VAC) ('09)
- Cross Zottegem ('09)
- Cross Hamme ('09)
- Oost-Vlaams kampioenschap te Ninove ('10)
- Oost-Vlaams kampioenschap te Deinze ('11)

Weg
- 2001:  Houtlandcriterium (regelmatigheidscriterium in West-Vlaanderen)
- 2002: 8e BK halve marathon te Nieuwpoort
- 2010:  BeNeLux kampioenschap marathon te Eindhoven Marathon Eindhoven
- 2010: 11e Zandvoort Circuit Run (12 km) - 38.39
- 2011:  Dwars door Brugge
- 2011:  halve marathon van Utrecht
- 2011:  BK marathon te Torhout De Nacht van Vlaanderen
- 2011:  Vlaams kampioenschap marathon te Torhout De Nacht van Vlaanderen
- 2011:  BeNeLux kampioenschap marathon te Eindhoven Marathon Eindhoven
- 2012:  BK halve marathon te Kuurne
- 2012:  Vlaams kampioenschap halve marathon te Kuurne
- 2013:  BK marathon te Oostende
- 2013:  Vlaams kampioenschap marathon te Oostende
- 2014:  BK marathon te Visé Maasmarathon
- 2015: 24e Zevenheuvelenloop te Nijmegen
- 2016: 21e halve marathon van Egmond - 1:12.23
- 2016:  Groet uit Schoorl Run (30 km) - 1:40.04
- 2017: 4e Groet uit Schoorl Run (21.1 km) - 1:09.36
- 2017: 7e  20 van Alphen - 1:04.56

Andere overwinningen
- Adidas Canaryrun 8,5 km Playa de Las Americas Tenerife ('13)
- MC Bride halve marathon ('13)
- Kerstcorrida Tielt ('13)
- 20 km des Ardennes ('12) - wedstrijdrecord
- Roermond City Run ('12)
- Lakosta halve marathon ('12, '13)
- marathon Torhout - Nacht van West-Vlaanderen ('09, '10, '12, '13) - recordhouder wat het aantal zeges betreft
- 30 km van Almere (NL) ('08, '10)
- halve marathon Kuurne ('11)
- 20 km van Kortemark ('11, '12, '13, '14) - wedstrijdrecord
- Corrida Aalst ('11, '12)
- Corrida Langemark ('10, '11) - wedstrijdrecord
- 10 km Gistel ('10, '11) - wedstrijdrecord
- halve marathon Nieuwpoort ('09, '10, '11, '12, '13)
- halve marathon Meulebeke ('10, '12)
- Dwars door Mariakerke ('12)
- Dwars door Grijsloke ('11, '13)
- Permekeloop Jabbeke ('03, '04, '09, '10, '11, '12, '13)
- Dwars door Varsenare ('03, '05, '06, '07, '08)
- Corrida Deerlijk ('02, '10, '11, '15)
- Dwars door Bekegem ('02)
- Corrida Lombardsijde ('07, '10, '11, '13)
- Challenge Delhalle manche Bousval ('07)
- Sirenejogging Middelkere 10 miles ('08)
- Kempen halve marathon ('11)
- Dwars door Keiem ('07, '10)